# 惡童日記
《惡童日記》（Le Grand Cahier）是一本法語小說，作者為克里斯多夫·雅歌塔，於1986年出版。

## 劇情
一位婦女帶著孿生兒子投靠住在鄉下母親，她不識字、骯髒、吝嗇、凶惡，兩兄弟從不打架，只是學習生存法則、學習寫作及學習殘忍。他們住在一個遭受戰爭破壞的國家裡，這是個既沒有仁慈，也缺乏道德的地方。他們將每天發生的事情仔細記載在筆記本中。

## 改編電影
- 出品國：匈牙利
- 導演：亞諾斯‧薩茲（János Szász）
- 演員：安德拉斯‧傑曼特（András Gyémánt）、拉茲洛‧傑曼特（László Gyémánt）、歐索雅‧托特（Orsolya Tóth）、琵蘿絲‧卡莫納 （Piroska Molnár）、尤里基湯‧姆生（Ulrich Thomse）[1]

## 參閱
- Kristof, Agota (1986) Le Grand Cahier, Paris : Seuil, collection Points, 1995
- Rolland, Annie, « Le visage étrangement inquiétant de la censure » in: Qui a peur de la littérature ado ?, Paris : éditions Thierry Magnier, collection Essais, 2008

## 外部連結
- 電影中文預告片